# Franck Laguilliez
Franck Laguilliez, né en 1977, est un photographe et auteur français, particulièrement reconnu pour ses portraits en noir et blanc, utilisant la lumière naturelle pour capter l’“instant exact” et révéler la beauté intérieure de ses sujets, qu’ils soient célébrités ou anonymes .
Il découvre très jeune sa vocation pour la photographie, influencé par des photographes emblématiques tels que Bettina Rheims, Herb Ritts, Helmut Newton et Mondino . Sa démarche artistique se fonde sur l’empathie, la sensibilité et une relation profonde avec le modèle, aptitudes qui lui permettent de faire ressortir l’essentiel derrière les visages .
---
Œuvres principales

2011	Confidences d’artistes – Raconte‑moi ton lit	Photographe (textes de Franck Arrondeau)	Verlhac Éditions 
2023	La mort ne nous séparera pas	Auteur (sous le nom Franck Laguilliez Arrondeau)	Mama Éditions (24 janvier 2023) 
---
Description des ouvrages
Confidences d’artistes – Raconte-moi ton lit (2011)
Ce livre-photo présente des portraits intimistes réalisés dans le contexte hospitalier, abordant la symbolique du lit comme lieu de vie, de repos, voire de fin de vie. Les droits d’auteur de l’ouvrage ont été reversés à deux associations : Élus Locaux Contre le Sida et Ikambere .
La mort ne nous séparera pas (2023)
Témoignage poignant, ce livre raconte la relation de l’auteur avec son mari atteint d’un cancer, décrivant comment, après son décès, il perçoit des signes spirituels (comme l'apparition d’un papillon), et sa reconversion vers la spiritualité — notamment l’énergétique, le magnétisme et la lecture akashique . L'œuvre est saluée par plusieurs personnalités telles qu’Amélie Nothomb, Chantal Lauby, Audrey Dana, Anny Duperey et Florence Thomassin pour sa force émotive et son message d’espoir .
---
Autres activités
Franck Laguilliez est également cofondateur, avec Franck Arrondeau, de La Compagnie des 12 Portes, une troupe de théâtre qui a notamment donné naissance à un festival nommé La 13ᵉ Porte à Chartres en 2022. Suite au décès de son mari, il a repris en main l’organisation de ce festival pour en assurer la pérennité en hommage à leur collaboration .
---
Style et influences
Laguilliez adopte un style épuré et authentique, en phase avec sa quête de sincérité et de profondeur. Il cite des photographes comme Herb Ritts, Helmut Newton ou Steve McCurry comme sources d’inspiration majeures pour son travail de portrait .
---
Réception
Confidences d’artistes a été salué pour son approche délicate et son engagement social via le don des droits d’auteur .
La mort ne nous séparera pas a reçu des critiques élogieuses pour son ton bouleversant et porteur d’espoir .